# Gonomyia labidura
Gonomyia labidura är en tvåvingeart som beskrevs av Edwards 1928. Gonomyia labidura ingår i släktet Gonomyia och familjen småharkrankar. Inga underarter finns listade i Catalogue of Life.